# Олокани, Майкл
Майкл Олокани (англ. Michael Olokani; род. 3 июня 1989) — замбийский шоссейный велогонщик.

## Карьера
В 2018 году был участником чемпионата Африки и стартовал на Туре Лимпопо в рамках Африканского тура UCI. 
В составе команды «Kansanshi Cycling Team» в 2021 и 2022 года выступил на ряде гонок по маунтинбайку, таких как «Elephant Epic» и «Sondela Mountain Bike Marathon».
В 2022 году в групповой и индивидуальной гонках чемпионата Замбии занял 3-е место.

## Достижения
2022
3-й Чемпионат Замбии — групповая гонка
3-й Чемпионат Замбии — индивидуальная гонка